# Канікули біля моря
«Канікули біля моря» — радянський художній фільм 1986 року, юнацька мелодрама, знята на кіностудії «Вірменфільм».

## Сюжет
За успіхи в навчанні, учнів восьмого класу з вірменського селища нагородили поїздкою в піонертабір біля моря, де хлопчаки класу всі як один закохуються в Гражину — дівчину, яка приходить на пляж, і кожен з них прагне сподобатися їй.

## У ролях
- Марина Липченко — Анаїда Мигранівна, піонервожата
- Пілле Піхламяґі — Гражина
- Артем Мартиросян — Арам
- Роланд Казарян — Читан
- Анна Багдасарян — Ліза
- Олена Крмоян — Каріне
- Емма Зограбян — Марина
- Гор Оганесян — Норік
- Варфоломей Саакян — Вазген
- Жасміна Мсрян — вчителька
- Леонард Саркісов — директор заводу

## Знімальна група
- Режисери — Яків Іскударян, Мартирос Фаносян
- Сценаристи — Валерій Залотуха, Ганна Слуцкі
- Оператор — Олексій Гамбарян
- Композитори — Михайло Закарян, Ерванд Ерзінкян
- Художник — Гурген Манукян